# Circuit bending

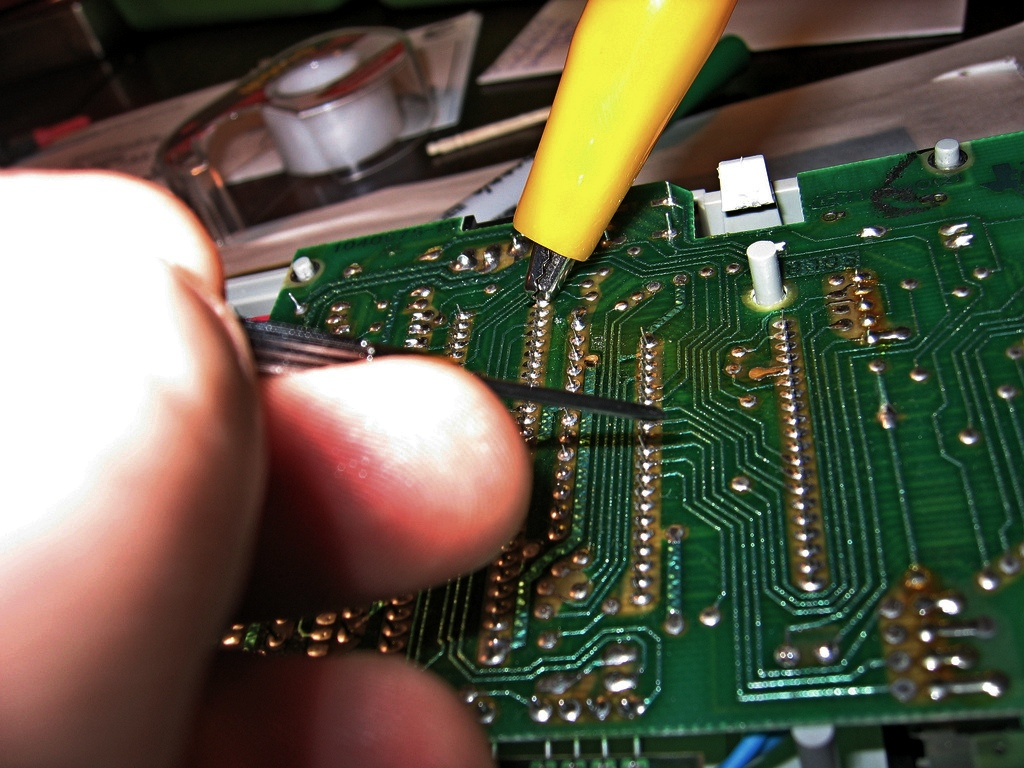
Explorarea pentru „îndoiri” folosind o șurubelniță de bijutier și clești crocodil

Circuit Bending-ul este o personalizare creativă, bazată pe întâmplare, a circuitelor din dispozitive electronice precum efectele de chitară cu joasă tensiune, alimentate cu baterii, jucăriile pentru copii și sintetizatoarele digitale, pentru a crea noi instrumente muzicale sau vizuale și generatoare de sunet. Circuit bending-ul reprezintă manipularea unui circuit pentru a obține un output neintenționat de către producător.
Punând accent pe spontaneitate și aleatoriu, tehnicile de circuit bending au fost asociate în mod obișnuit cu muzica de zgomot, deși mulți alți muzicieni și grupuri muzicale contemporane convenționale au fost cunoscuți pentru a experimenta cu instrumente de „îndoire”. Circuit bending-ul implică de obicei demontarea dispozitivului și adăugarea de componente precum întrerupătoare și potențiometre care alterează circuitul.

## Proces experimental

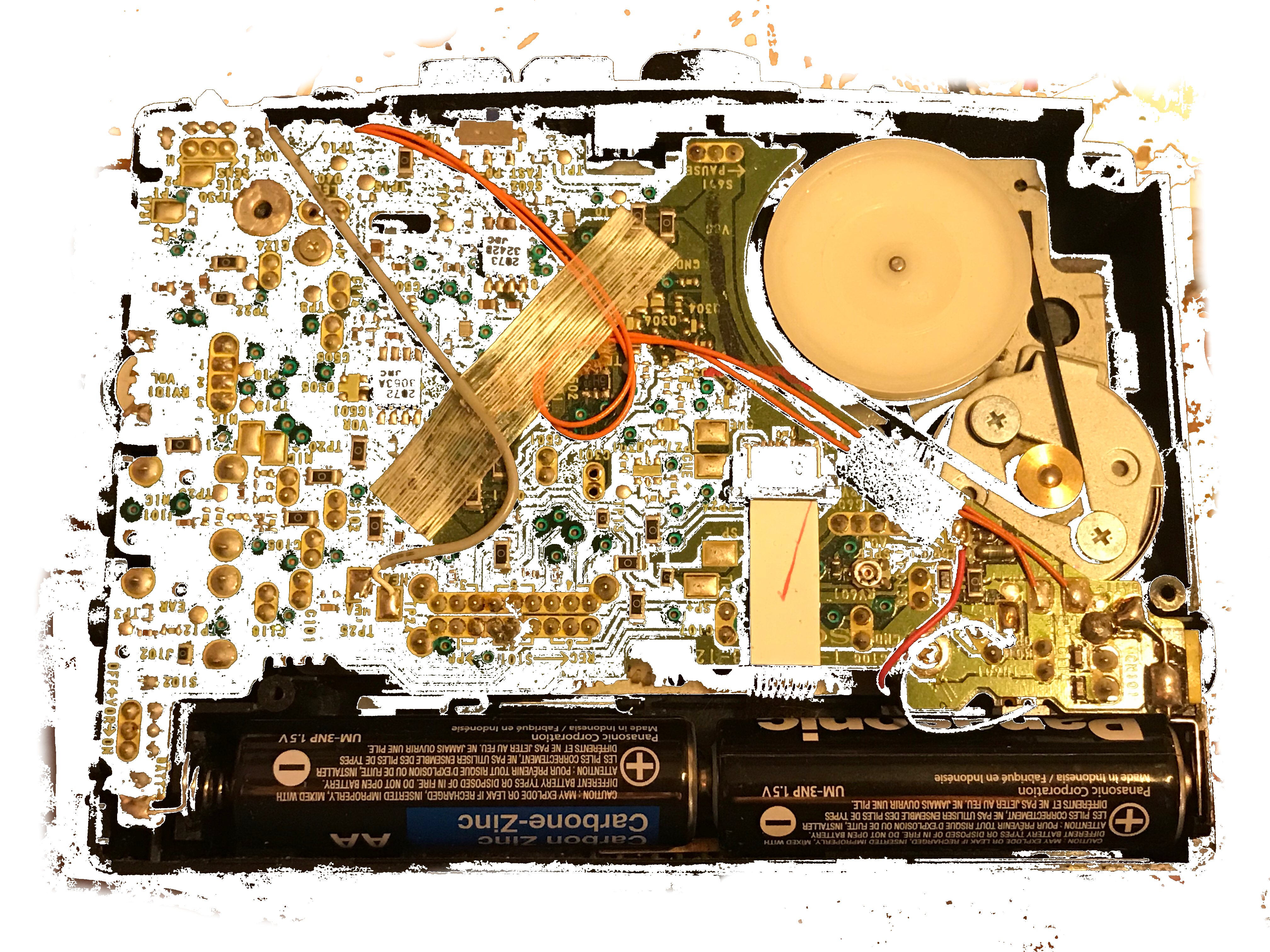
Un Walkman circuit-bent

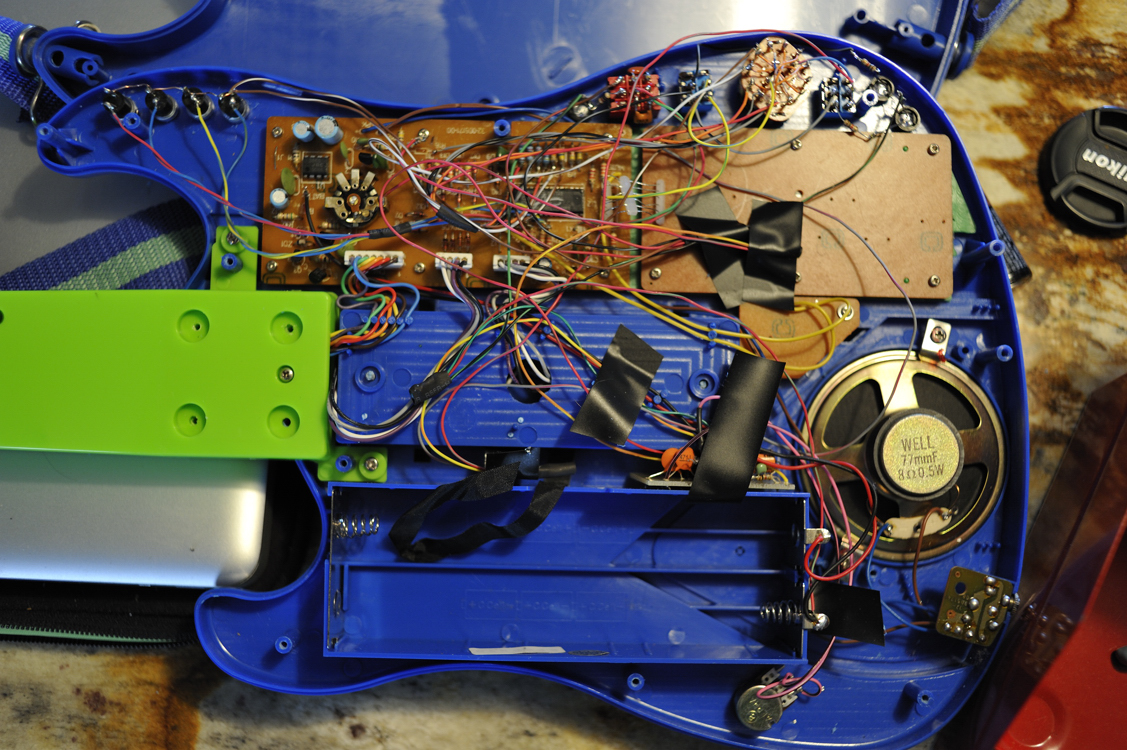
O chitară de jucărie Kawasaki din 1989 folosită într-un [https://www.youtube.com/watch?v=NFsA5b9rCdk proiect de circuit bending

Procesul de circuit bending implică experimentarea cu electronice ieftine second-hand care produc sunete, cum ar fi tastaturi, sintetizatoare de ritm și produse electronice de învățare. Potrivit revistei Electronic Musician, inovatorii ar trebui să experimenteze doar cu dispozitive alimentate cu baterii, deoarece există pericol de incendiu sau deces prin experimentarea cu dispozitive alimentate la rețea.

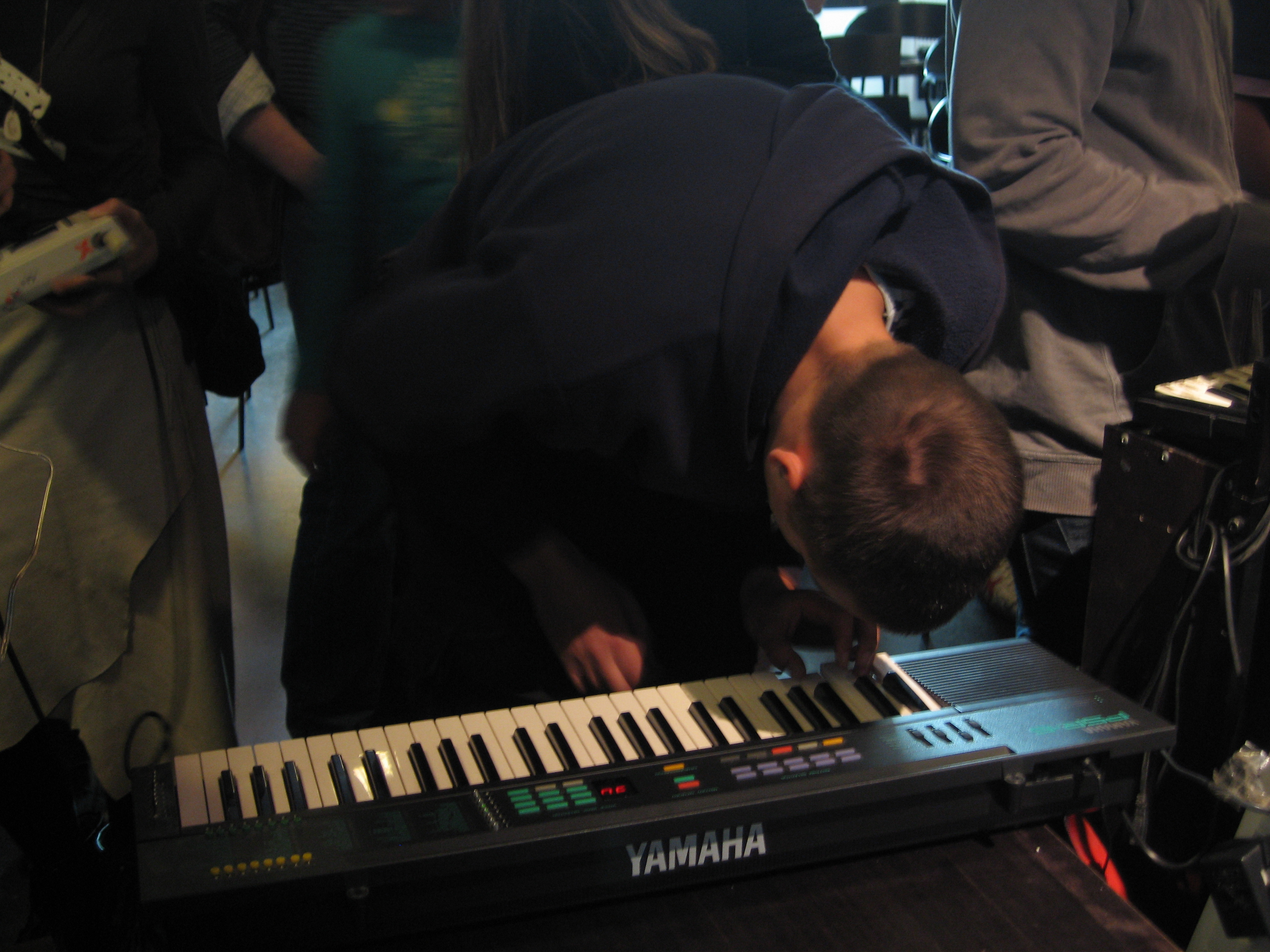
Un Yamaha PSR-6 folosit într-un proiect de circuit bending

Cel mai simplu input, și cel mai identificat cu circuit bending-ul, este contactul corporal, unde atingerea interpretului determină circuitul să schimbe sunetul. Adesea, butoanele metalice, plăcile, șuruburile sau niturile sunt conectate la aceste puncte de circuit pentru a oferi un acces mai ușor la acestea din exteriorul carcasei dispozitivului.
Deoarece experimentarea creativă este un element cheie în practica circuit bending-ului, există întotdeauna posibilitatea ca scurtcircuitarea să producă rezultate nedorite, inclusiv defecțiunea componentelor. În special, conectarea alimentării sau a unui condensator direct la un pin al unui cip de computer poate distruge cipul și poate face dispozitivul inoperabil. Înainte de a începe să faceți circuit bending, o persoană ar trebui să învețe factorii de risc de bază privind lucrul cu produse electrice și electronice, inclusiv cum să identifice condensatorii (care pot provoca unui individ un șoc grav din cauza încărcăturii electrice pe care o stochează) și cum să evite riscurile asociate cu electricitatea de rețea. Din motive de siguranță, un circuit bender ar trebui să aibă câteva instrumente electronice de bază, cum ar fi un multimetru (un dispozitiv de testare electronic care măsoară tensiunea, rezistența și alți parametri).

## Inovatori

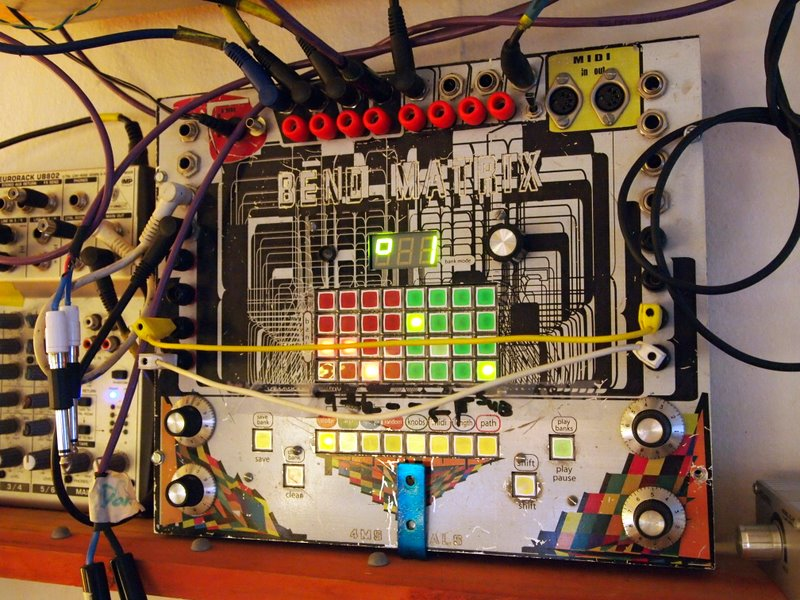
Un dispozitiv Bend Matrix realizat special pentru circuit bending

Deși metode similare au fost folosite anterior de alți muzicieni și ingineri, această metodă de creare a muzicii se crede că a fost inițiată de Reed Ghazala⁠(d) în anii 1960. Experiența lui Ghazala cu circuit bending-ul a început în 1966, când un amplificator de tranzistor pentru jucării s-a scurtcircuitat întâmplător cu un obiect metalic din sertarul biroului său, rezultând un flux de sunete neobișnuite. Deși Ghazala afirmă că nu a fost primul circuit bender, el a inventat termenul „Circuit Bending” în 1992.
Serge Tcherepnin⁠(d), designerul sintetizatoarelor modulare Serge, a discutat experimentele sale timpurii din anii 1950, cu radioul cu tranzistor, în care a găsit puncte sensibile ale circuitului în aceste dispozitive electronice simple și le-a scos la „contacte corporale” pe șasiul din plastic. Înainte de experimentele lui Mark și Reed, și alți pionieri au explorat ideea de contact corporal, unul dintre cei mai timpurii fiind Thaddeus Cahill⁠(d) (1897), al cărui telarmoniu⁠(d), se spune, era, de asemenea, sensibil la atingere.
Din 1984, duo-ul elvețian Voice Crack⁠(d) a creat muzică manipulând dispozitive electronice comune într-o practică pe care au numit-o „electronice de zi cu zi crăpate”.

## Vezi și

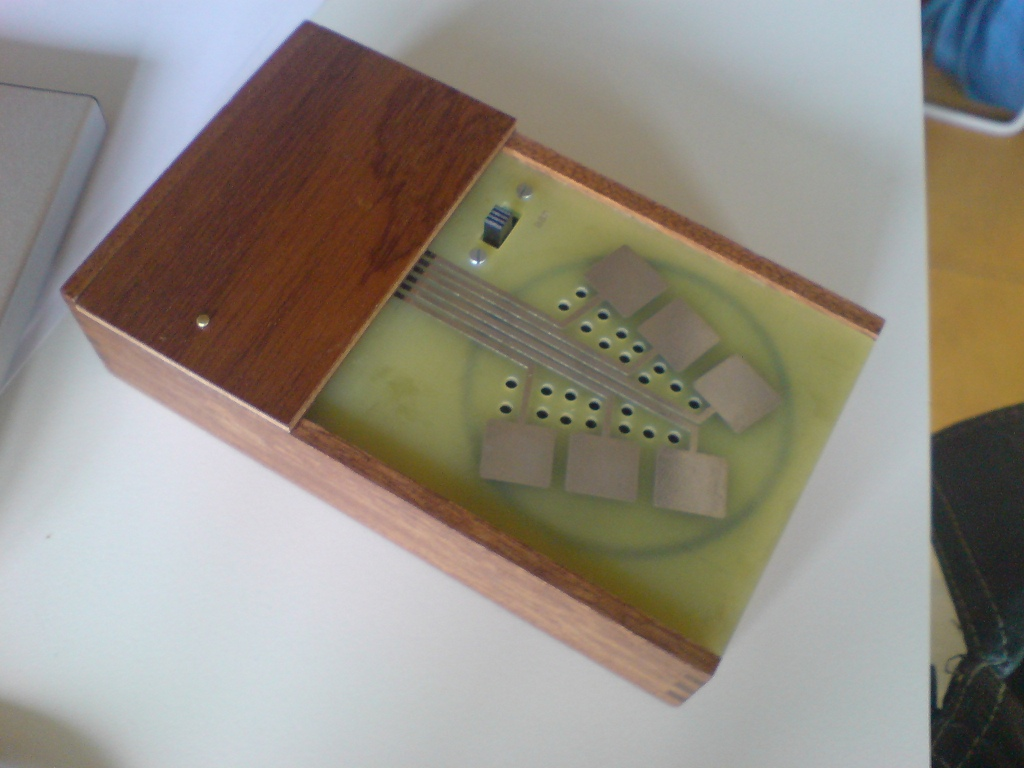